# Мускетарски марш
„Мускетарски марш“ е шестият студиен албум на българската рок група „Щурците“. Издаден е през 1987 г. Албумът е последван от концертно турне „20 години по-късно“, в което участват всички бивши членове на групата.

## Песни
Списък на песните в албума:
| 1.    | Мускетарски марш (м. и ар.: Кирил Маричков; т.: Георги Рубчев)              | 4:07 |
| 2.    | Навечерие (м. и ар.: Владимир Тотев; т.: Радой Ралин)                       | 4:12 |
| 3.    | Педя човек (м. и ар.: Кирил Маричков; т.: Димитър Керелезов)                | 4:24 |
| 4.    | Нощен блок (м. и ар.: Кирил Маричков; т.: Волен Николаев)                   | 4:23 |
| 5.    | Когато си отива любовта (м. и ар.: Петър Гюзелев; т.: Волен Николаев)       | 4:23 |
| 6.    | Ритъм в розово (м. и ар.: Петър Гюзелев; т.: Димитър Керелезов)             | 3:35 |
| 7.    | Омагьосаният замък (м. и ар.: Кирил Маричков; т.: Е.А.По, Николай Попов)    | 6:34 |
| 8.    | Футуролог (м. и ар.: Владимир Тотев; т.: Миряна Башева)                     | 3:48 |
| 9.    | 20 години по-късно (м. и ар.: Кирил Маричков; т.: Иван Ненков)              | 3:56 |
| 10.   | По пътя (м.: Кристиян Бояджиев; т.: Александър Петров; ар.: Кирил Маричков) | 3:45 |
| 43:07 |                                                                             |      |

## Състав
- Кирил Маричков – бас китара, клавишни, вокал и шпага
- Петър „Пеци“ Гюзелев – китара, вокал и шпага
- Владимир „Валди“ Тотев – клавишни, китара, хармоника, вокал и шпага
- Георги „Жоро“ Марков – ударни и шпага